# 若小玉古墳群
若小玉墳群（わかこだまこふんぐん/わくだまこふんぐん）は、埼玉県行田市にある古墳群である。

## 概要
昭和初期までは愛宕山古墳、荒神山古墳など、3基の前方後円墳と、8基の円墳・方墳が存在した。現在、ほとんどの古墳は削平され富士見工業団地になっているが八幡山古墳と地蔵塚古墳が残っている。
特徴として、この地域にあった面積の狭いローム台地の上に、住居跡などと共に密集して築かれていることがある。三宝塚古墳は住居跡の上に築造されていた。
埼玉古墳群の築造が止んだ後に、新興の豪族が築いたと推定されている。

## 古墳の一覧
- 八幡山古墳 - 円墳（埼玉県指定史跡）、「関東の石舞台」とも形容される[2]。
- 地蔵塚古墳 - 方墳（埼玉県指定史跡）
- 愛宕山古墳 - 前方後円墳
- 荒神山古墳（こうじんやまこふん） - 前方後円墳

全長74メートル。築造年代は6世紀の前半と考えられている。
- 笹塚古墳（ささづかこふん） - 円墳
- 三宝塚古墳（さんぽうづかこふん） - 前方後円墳

全長約70メートル。盾型周溝の外側に造り出しがある。
- 九仙塚古墳（くせんづかこふん） - 円墳
- 鎧塚古墳（よろいづかこふん） - 円墳

その他無名の古墳が3基

## 参考図書
- 和田晴吾ほか『前方後円墳集成 東北・関東編』山川出版社、1994年2月1日、616頁。ISBN 4634500108。

- 田代, 脩、塩野, 博、重田, 正夫、森田, 武『埼玉県の歴史』山川出版社〈県史11〉、2010年11月1日、46頁。ISBN 4634321114。